# 德弗賴斯蘭丁 (印地安納州)
德弗賴斯蘭丁（英語：DeFries Landing）是位於美國印地安納州科西阿斯科縣的一個非建制地區。該地的面積和人口皆未知。